# Лантратова, Вера Степановна
Ве́ра Степа́новна Лантра́това (в замужестве — Ганженко; 11 мая 1947, Баку, Азербайджанская ССР — 16 апреля 2021, Санкт-Петербург) — советская волейболистка, игрок сборной СССР (1967—1970). Олимпийская чемпионка 1968, чемпионка мира 1970, чемпионка Европы 1967. Заслуженный мастер спорта СССР (1991).

## Биография
На протяжении всей своей игровой карьеры (1965—1979) выступала за команду «Нефтяник»/«Нефтчи» (Баку). В её составе стала двукратным бронзовым призёром чемпионатов СССР (1966 и 1972). Серебряный призёр Спартакиады народов СССР и чемпионата СССР 1967 в составе сборной Азербайджанской ССР (одновременно серебряный призёр чемпионата СССР).
В сборной СССР выступала в 1967—1970 годах. В её составе:
- олимпийская чемпионка 1968;
- чемпионка мира 1970;
- чемпионка Европы 1967.

В 1966 году стала чемпионкой Европы среди молодёжных команд.
Награждена орденом «Знак почёта», Почётным знаком ВФВ «За вклад в победу на Олимпийских играх» (2013). После окончания спортивной карьеры работала инженером, заведующей кафедрой в Бакинской высшей партийной школе. В 1991 году переехала в Санкт-Петербург, где до 2007 работала преподавателем физкультуры в средней школе № 82 Петроградского района.
Умерла 16 апреля 2021 года.

## Источник
- Волейбол. Энциклопедия/Сост. В. Л. Свиридов, О. С. Чехов. — Томск: Компания «Янсон», 2001.